# Anomala longilamina
Anomala longilamina är en skalbaggsart som beskrevs av Lin 1999. Anomala longilamina ingår i släktet Anomala och familjen Rutelidae. Inga underarter finns listade i Catalogue of Life.